# Hohler Stein (bei Sulzberg)
Der Hohle Stein ist eine natürliche Karsthöhle nahe der schwäbischen Marktgemeinde Sulzberg im Landkreis Oberallgäu in Bayern.
Die Höhle ist etwa 25 Meter lang und befindet sich im Nagelfluh bei dem Sulzberger Weiler Bechtris an der Rottach. In der Höhle haben sich kleine Tropfsteine gebildet.

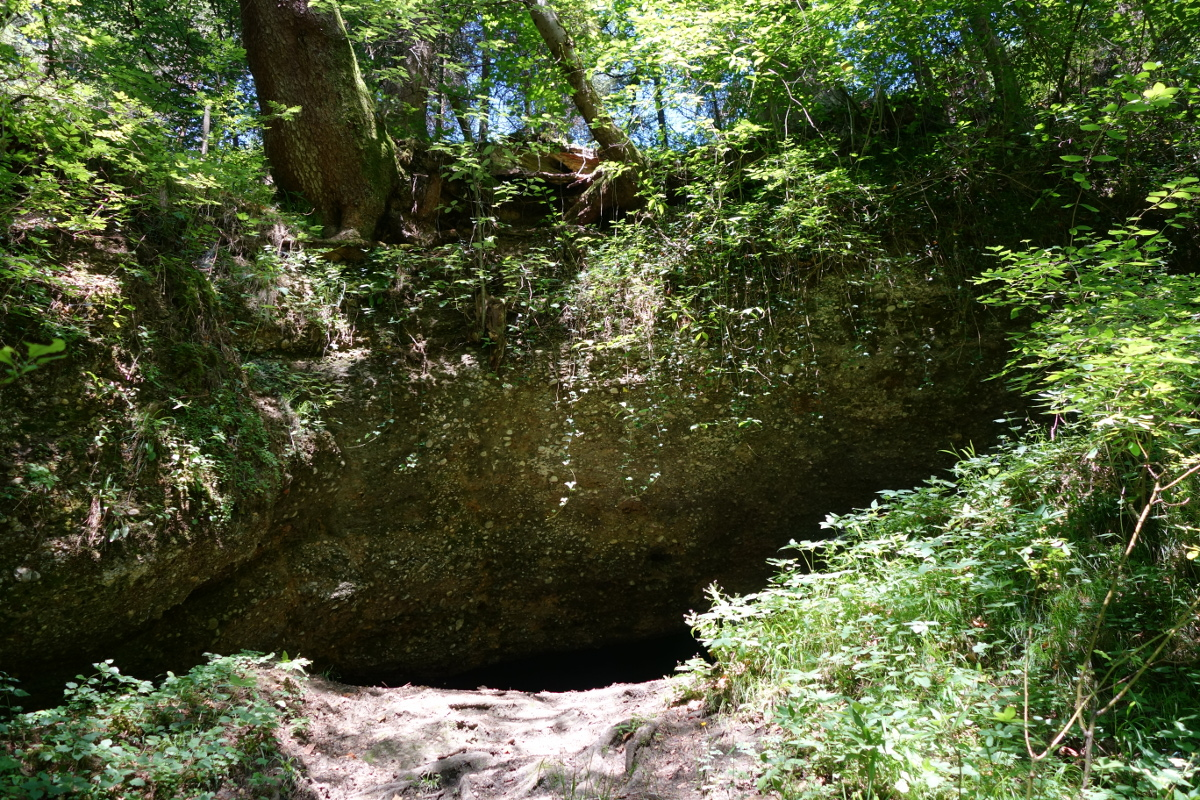
Hohler Stein
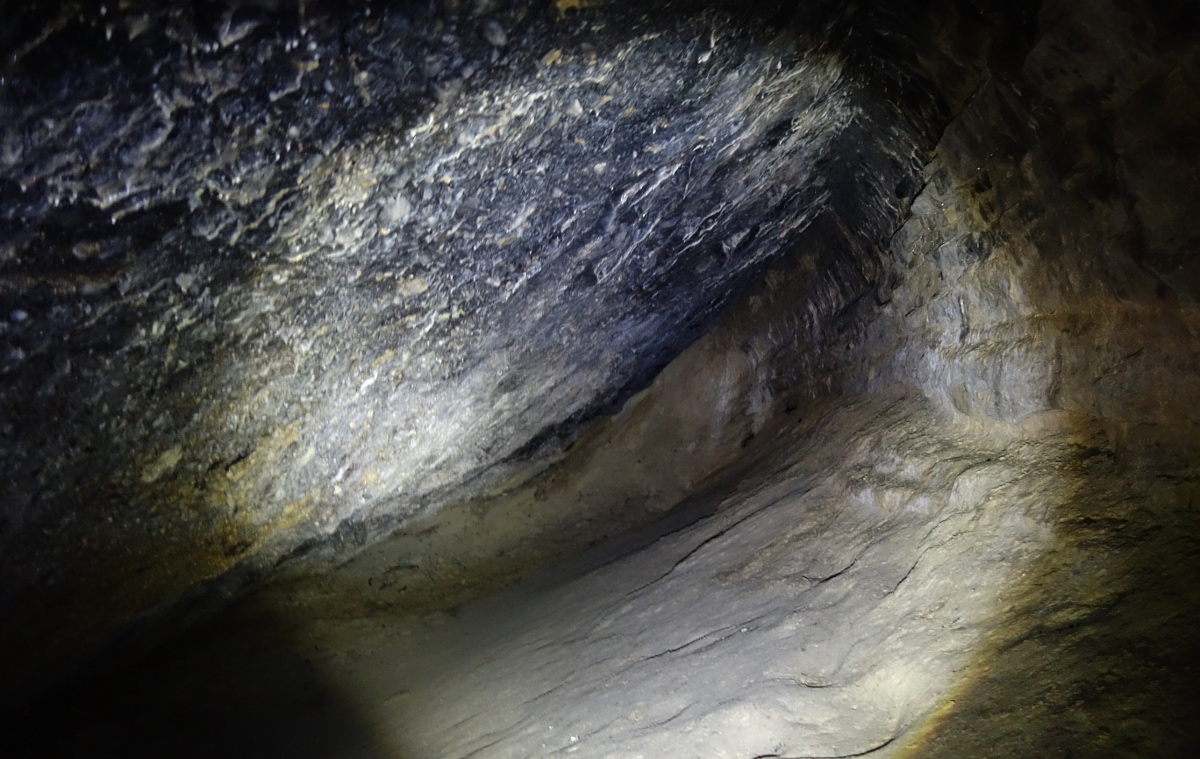
Im Hohlen Stein
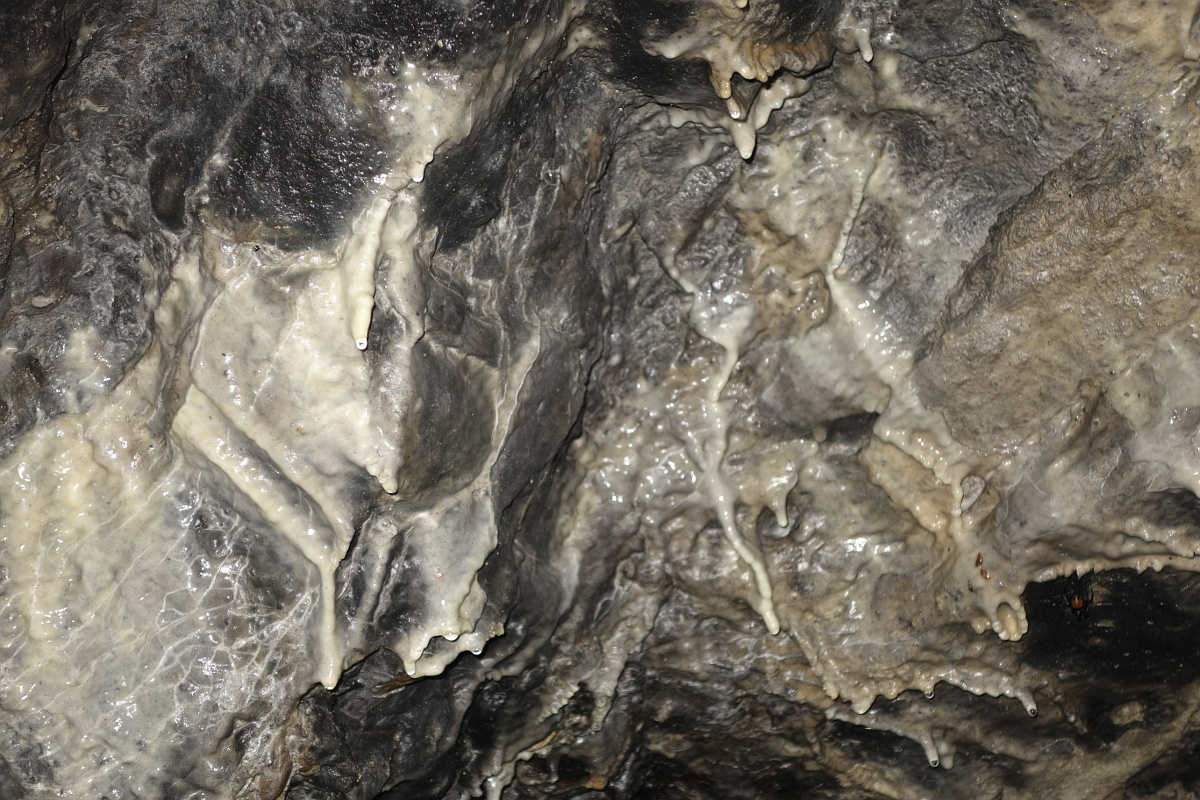
Tropfsteine im Hohlen Stein

Koordinaten: 47° 37′ 9,5″ N, 10° 19′ 2,2″ O